# Aurland
Aurland és un municipi situat al comtat de Vestland, Noruega. Té 1.764 habitants (2016) i la seva superfície és de 1.467,61 km². El centre administratiu del municipi és la població d'Aurlandsvangen.

## Informació general

### Nom
El nom d'Aurland deriva de la paraula en nòrdic antic aurr (que vol dir 'grava'), a més de land (que significa 'terra').

### Escut d'armes

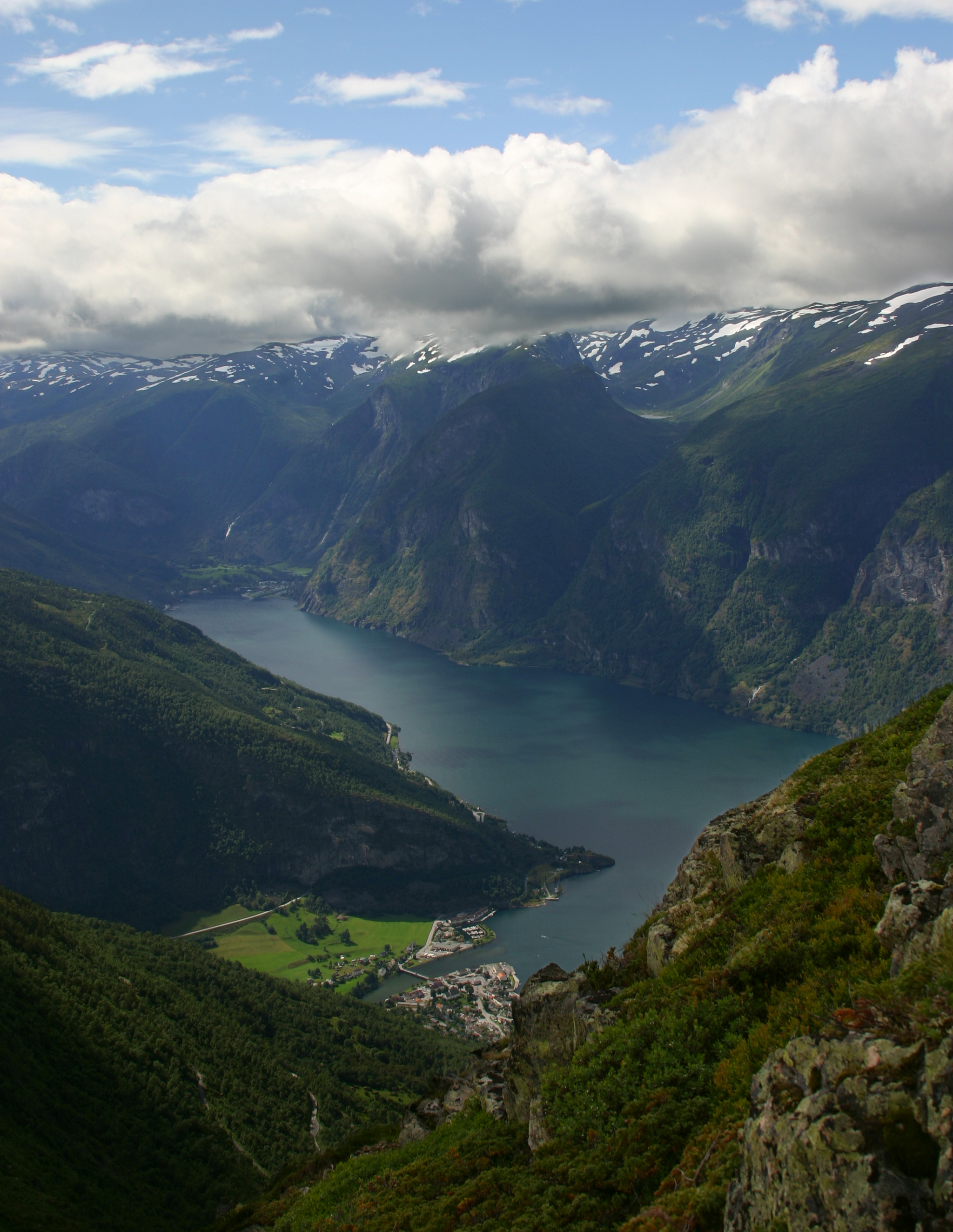
Aurlandsfjorden, Aurlandsvangen i Flåm

L'escut d'armes d'Aurland és d'origen modern; data del 22 de maig de 1987. L'escut representa un cap de cabra de color plata sobre un fons blau; la cabra va ser considerada un símbol apropiat per al municipi, ja que la zona és famosa per la seva producció de formatge de cabra i cabrum.

## Història
Els primers habitants vivien de la caça i la pesca fins que a poc a poc van començar a ser agricultors, fa uns 2.000 anys. L'agricultura segueix sent important als rics fons de la vall i a les abundants pastures de muntanya. Igual que en tot l'oest de Noruega, la zona estava molt plena a mitjans del segle xix, i es van veure obligats a netejar la terra fins a la serra. Aquesta dificultat va dur a l'emigració: en el període de 20 anys després de 1845, 1.050 persones van abandonar la comunitat, la majoria de les quals per anar-se'n als Estats Units.
El turisme va arribar a la comunitat tan aviat com a mitjans del segle xix, en la forma de la pesca esportiva i la caça. Els turistes d'Anglaterra van ser predominants durant aquest temps i encara es poden trobar noms en anglès als cims de les muntanyes, en cabanes de caça, i en forats de pesca.
Més tard, un tipus diferent de turisme va arribar a la regió. Aquests turistes van arribar per gaudir de la bellesa natural de la zona, i van crear la necessitat de llocs de treball en forma de transport i allotjament. Tres o quatre vaixells es van ancorar al Nærøyfjord en un moment en el qual van ser necessaris desenes de cotxes de cavalls per portar turistes fins a l'hotel de Stalheim, que es troba just a la frontera amb el municipi de Voss, al sud-oest.

## Geografia

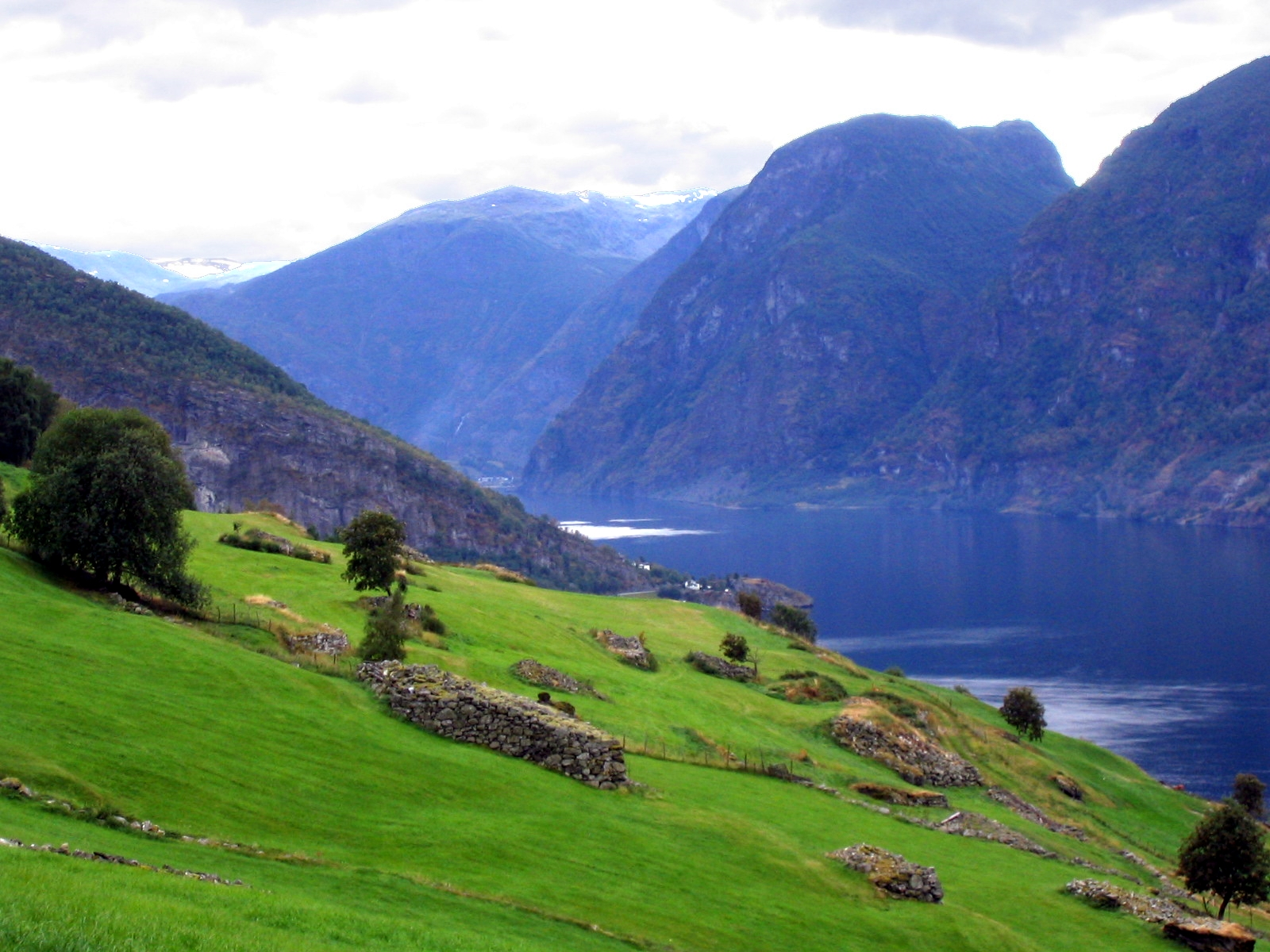
Vista del típic paisatge de muntanyes i fiords d'Aurland

Aurland es troba a 200 quilòmetres de la costa oest de Noruega, a la part sud-oriental de Sogn og Fjordane, al llarg de l'Aurlandsfjorden i el Nærøyfjorden. Aquestes són les branques que flueixen fora del segon fiord més llarg i profund del món, el Sognefjorden.

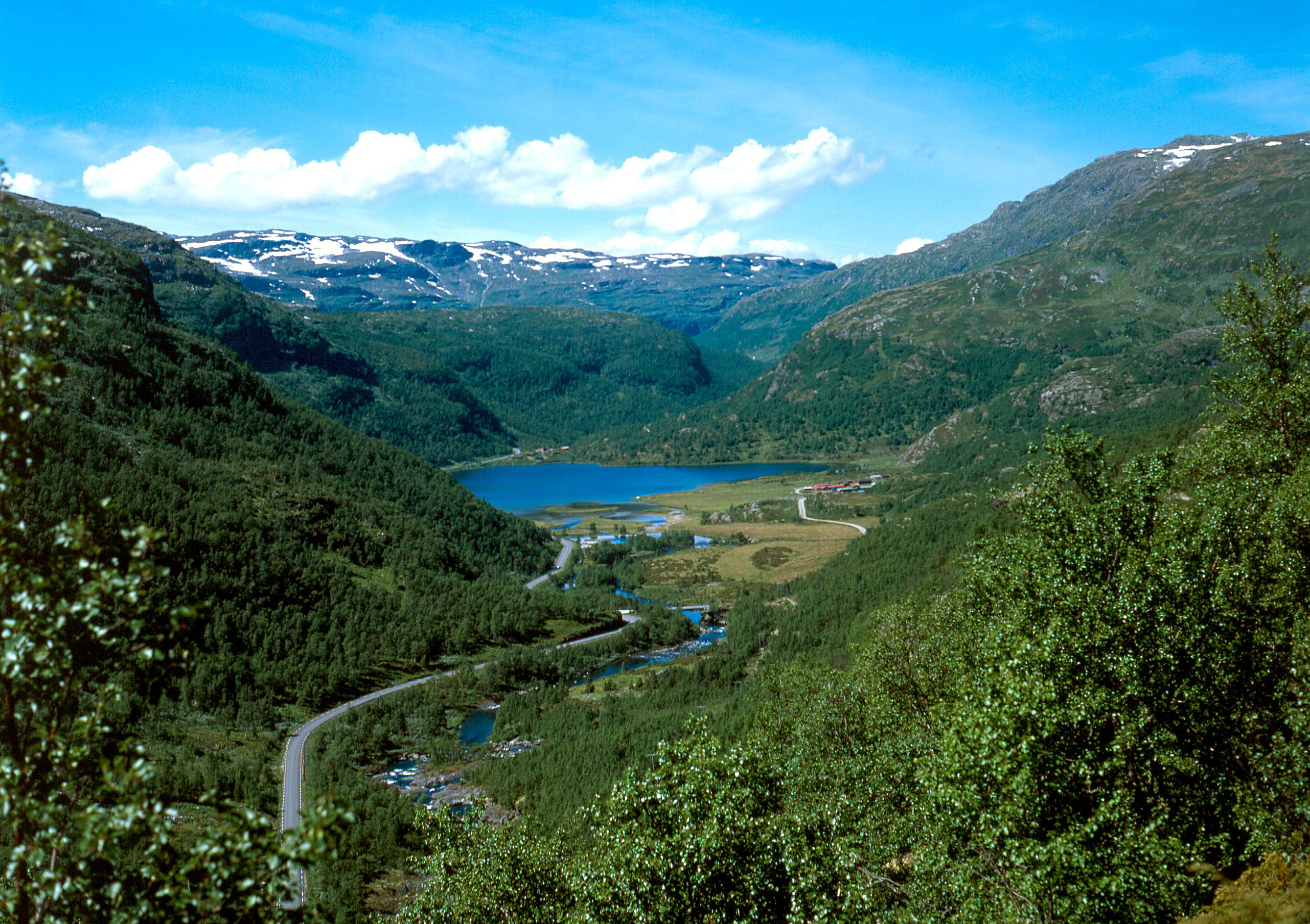
La vall d'Aurlandsdalen

Aurland està vorejat per dos municipis a Sogn og Fjordane: Lærdal al nord-est i Vik a l'oest; per dos municipis al comtat d'Hordaland: Voss al sud-oest i Ulvik al sud; i un municipi al comtat de Buskerud: Hol al sud-est.
La major part de la zona es compon de fiords i muntanyes amb petites zones poblades que es concentren a les valls dels rius més baixos. Les principals àrees poblades són Aurlandsvangen, Gudvangen, Undredal, Flåm i Vassbygdi. La bella i salvatge natura domina el municipi fins als cims de muntanyes que es troben entre 1.200 i 1.800 metres sobre el nivell del mar. Hi ha dues glaceres permanents a Aurland: Storskavlen i Blåskavlen.
Les muntanyes Aurlandsfjellet separen Aurland del municipi veí de l'est, Lærdal. El túnel de Lærdal, el més llarg del món des del 2014, passa per les muntanyes que connecten els dos municipis. El túnel de Gudvanga connecta amb les localitats de Gudvangen i Undredal al sud-oest d'Aurland.

### Clima
Aurland té un clima d'interior típic amb hiverns suaus a les parts més baixes, i estius càlids. Una mitjana anual de 470 mil·límetres de precipitació fan d'Aurland una de les zones més seques de Noruega. En comparació, la ciutat de Bergen disposa de 2.250 mil·límetres de precipitació per any.
| Dades climàtiques a Aurlandsvangen | Dades climàtiques a Aurlandsvangen | Dades climàtiques a Aurlandsvangen | Dades climàtiques a Aurlandsvangen | Dades climàtiques a Aurlandsvangen | Dades climàtiques a Aurlandsvangen | Dades climàtiques a Aurlandsvangen | Dades climàtiques a Aurlandsvangen | Dades climàtiques a Aurlandsvangen | Dades climàtiques a Aurlandsvangen | Dades climàtiques a Aurlandsvangen | Dades climàtiques a Aurlandsvangen | Dades climàtiques a Aurlandsvangen | Dades climàtiques a Aurlandsvangen |
| Mes                                | gen                                | febr                               | març                               | abr                                | maig                               | juny                               | jul                                | ag                                 | set                                | oct                                | nov                                | des                                | anual                              |
| ---------------------------------- | ---------------------------------- | ---------------------------------- | ---------------------------------- | ---------------------------------- | ---------------------------------- | ---------------------------------- | ---------------------------------- | ---------------------------------- | ---------------------------------- | ---------------------------------- | ---------------------------------- | ---------------------------------- | ---------------------------------- |
| Mitjana diària °C (°F)             | −4.0 (24.8)                        | −2.9 (26.8)                        | 0.4 (32.7)                         | 4.5 (40.1)                         | 10.0 (50)                          | 13.5 (56.3)                        | 14.8 (58.6)                        | 13.9 (57)                          | 9.7 (49.5)                         | 6.6 (43.9)                         | 1.1 (34)                           | −1.8 (28.8)                        | 5.5 (41.9)                         |
| Precipitació mitjana mm (polzades) | 45 (1.77)                          | 40 (1.57)                          | 28 (1.1)                           | 22 (0.87)                          | 30 (1.18)                          | 39 (1.54)                          | 42 (1.65)                          | 53 (2.09)                          | 63 (2.48)                          | 68 (2.68)                          | 60 (2.36)                          | 55 (2.17)                          | 470 (18.5)                         |
| Font: Weatherbase                  |                                    |                                    |                                    |                                    |                                    |                                    |                                    |                                    |                                    |                                    |                                    |                                    |                                    |

### Vegetació
Aurland té una flora rica i variada, típic a l'est de l'oest de Noruega. La vida de les plantes de muntanya és especialment rica des del llit de roca; conté calci i rics dipòsits de fil·lita.

### Geologia

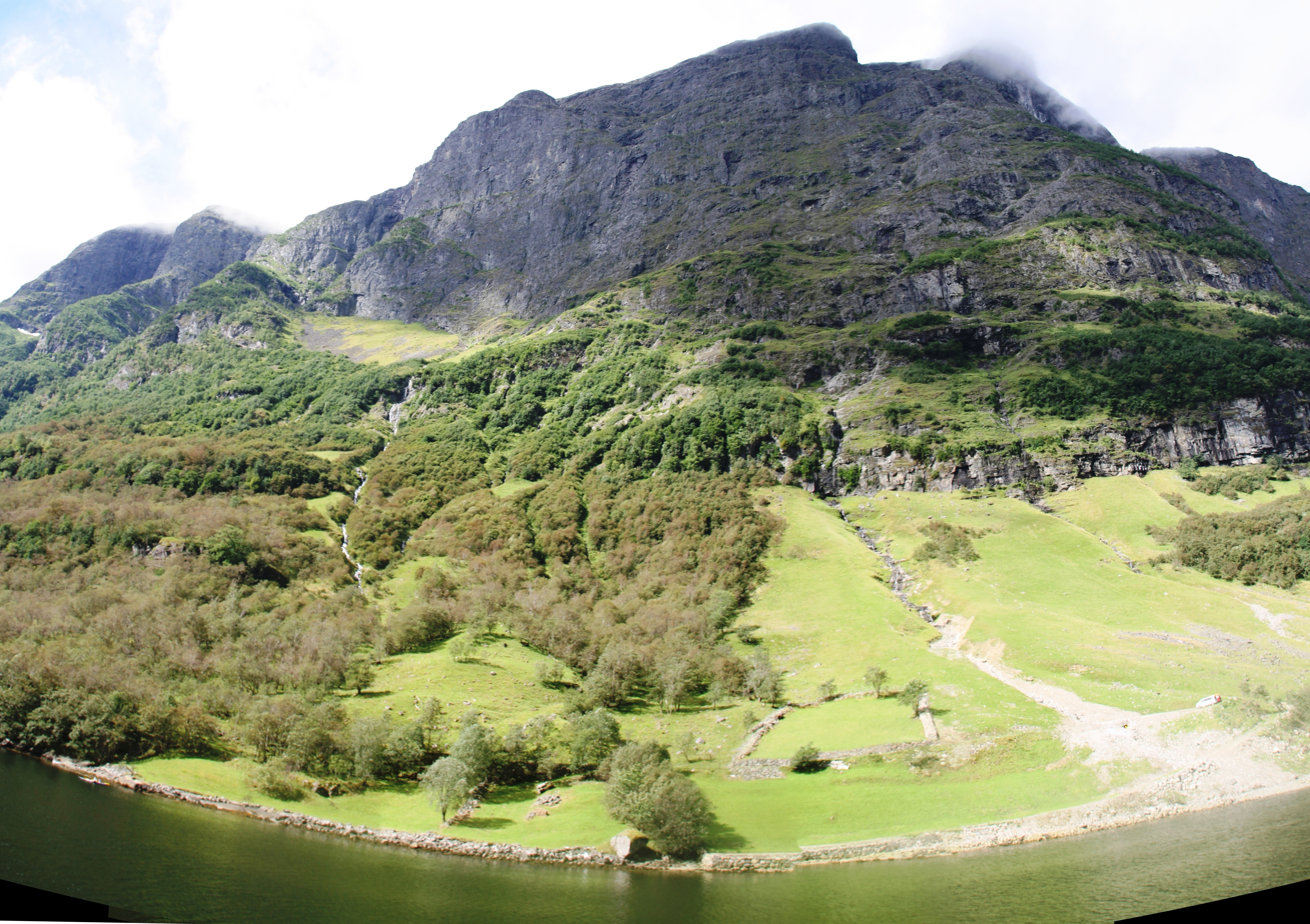
La muntanya de Bakkanosi

El llit de roca més antic d'Aurland són les roques del basament precambrià que afloren a les finestres tectòniques a la part nord-est del municipi. Aquesta unitat subterrània es compon principalment de granits, granodiorites i gneis i està coberta per una unitat de làmina d'aigua de fil·lita cambriosiluriana i l'esquist de mica de gruix variable. Aquests són al seu torn coberts per una segona unitat de làmina d'aigua, anomenada Jotundekket, del Precambrià, que consisteix en roques magmàtiques, principalment, que més o menys es transformen en gneis i anfibolita.
Part del paisatge va prendre la seva forma fa 9.000 anys, al final de l'edat de gel. L'avanç del gel es va aturar, ja sigui de manera total o continuada, en funció de les condicions climàtiques, i les crestes de morrenes i terrasses de grava van ser dipositades al llarg del front de la glacera. Aquestes són encara visibles avui al sud de l'església de Flåm.
Els llacs Nyhellervatnet i Fretheimsdalsvatnet es troben a Aurland.

## Atraccions

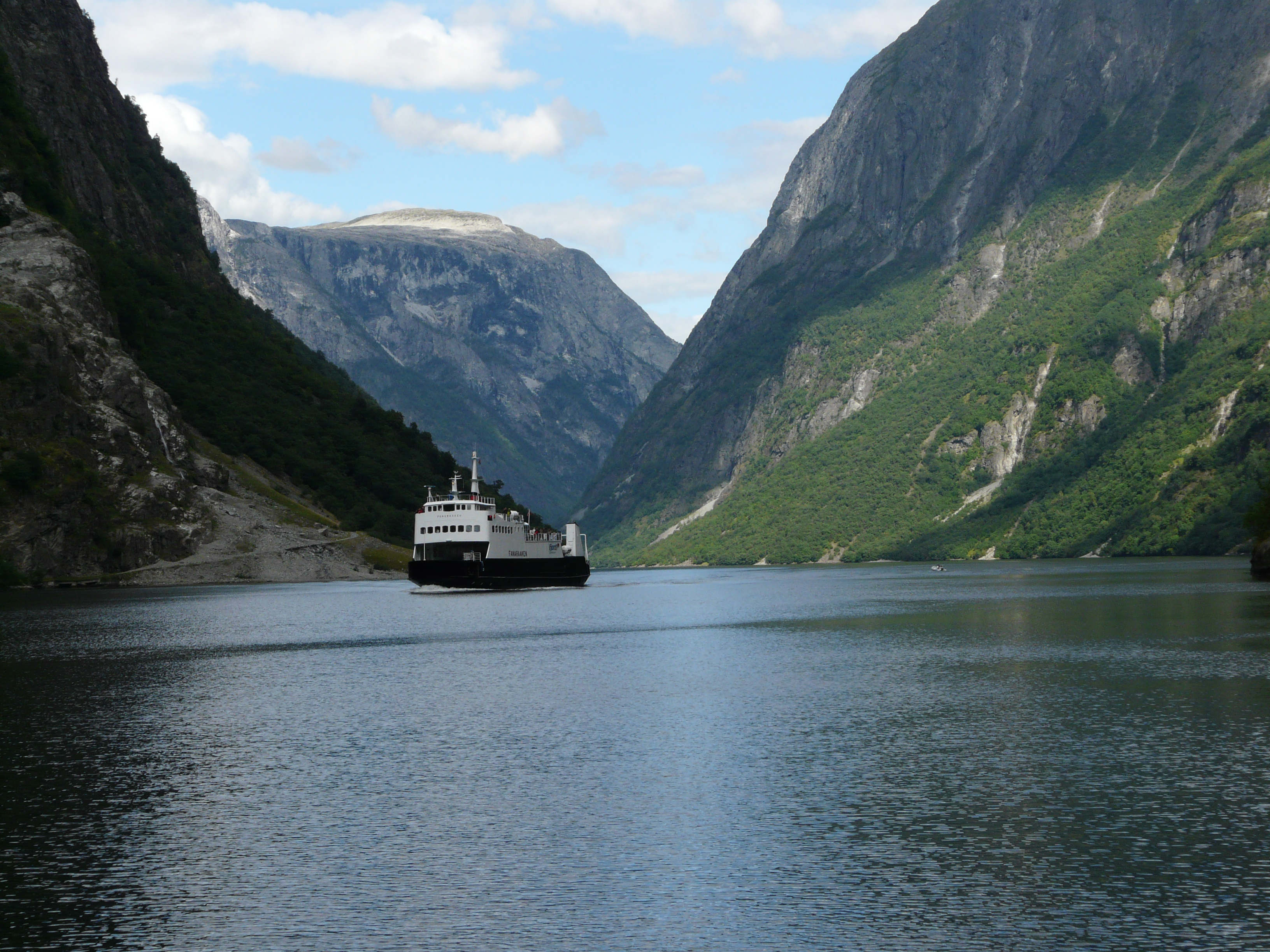
Un ferri al Nærøyfjord, prop de Gudvangen

### Patrimoni de la Humanitat
El fiords noruecs occidentals de Geiranger i Nærøyfjord es van afegir a la llista del Patrimoni de la Humanitat de la UNESCO l'any 2005. Els dos fiords estan situats a 120 quilòmetres entre si i estan separats per la glacera Jostedalsbreen. Aquesta àrea té una combinació única de relleus glacials, al mateix temps, cada zona es caracteritza per la seva bellesa excepcional. Les aigües de Nærøyfjord es troben al municipi d'Aurland juntament amb els municipis de Lærdal, Vik, i Voss.

### Altres
Altres grans atraccions turístiques d'Aurland són la vall d'Aurlandsdalen, per la seva salvatge natura en un estat excepcional; el ferrocarril de Flåm, conegut pels bells paisatges per on passa; les esglésies de fusta d'Undredal i Vangen; i les cascades de Kjelfossen i Kjosfossen.